# Mien Ruysbrug
De Mien Ruysbrug (brug 1944) is een bouwkundig kunstwerk in Amsterdam-Oost.
De brug werd aangelegd in verband met de renovatie van Park Frankendael. Dat had in de loop der jaren een achterstand in onderhoud opgelopen en werd onder leiding van architectenbureau Sant en Co van Edwin Santhagens gereed gemaakt voor de moderne tijd. Daartoe werd het padenstelsel aangepast en de waterhuishouding verbeterd. Het park dat bijna geheel omsloten is door een ringgracht/sloot had behoefte aan een aantal bruggen. Brug 1944 werd in die periode aangelegd naar ontwerp van Edwin Santhagens.
De brug is gebouwd op een betonen paalfundering met daarop houten jukken. Over de jukken lopen houten balken die het houten dek dragen. De leuningen worden gevormd door rechtopstaande houten balken waartussen een metalen leuning en staalkabels. Het hout is grotendeels blank gehouden. De brug geeft een in- en uitgang van het park aan de Hugo de Vrieslaan. Het bijzondere aan de brug is dat ze drie verschillende doorvaarthoogten heeft. Ze begint aan de Hugo de Vrieslaan en heeft daar haar landhoofd op een dijk, waardoor ze daar relatief hoog ligt. Na enige meters heeft de brug een knik, waarna de brug vlak boven het wateroppervlak komt te liggen. Nabij het park stijgt het dek weer. De Mien Ruysbrug is de langste brug in het park. Ze overspant namelijk een “kom” met kunstmatig aangelegde rieteilandjes in de Molenwetering, die al eeuwenlang de Watergraafsmeer doorsnijdt. De balken en planken zouden volgens de Amsterdamkalnder wel eens kunnen verwijzen naar de bielzen, een terugkerend onderdeel in het werk van Ruys. 
De brug ging vanaf oplevering naamloos door het leven. Amsterdammers kunnen sinds 2016 verzoeken indien om bruggen een naam te geven zodat zij opgenomen kunnen worden in de Basisregistratie Adressen en Gebouwen. Er werd een verzoek ingediend om een van de bruggen te vernoemen naar landschapsarchitecte Mien Ruys. Het verzoek werd in 2018 door de gemeenteraad ingewilligd. Ruys (groenvoorzieningen) richtte samen met stadsarchitect Ben Merkelbach (woningen) de wijk Jeruzalem, ook wel Tuindorp Frankendael in, liggend ten zuiden van Park Frankendael. Amsterdam kent ook een officieus Mien Ruysplantsoen, dat op het KNSM-eiland, Amsterdam-Oost ligt. 

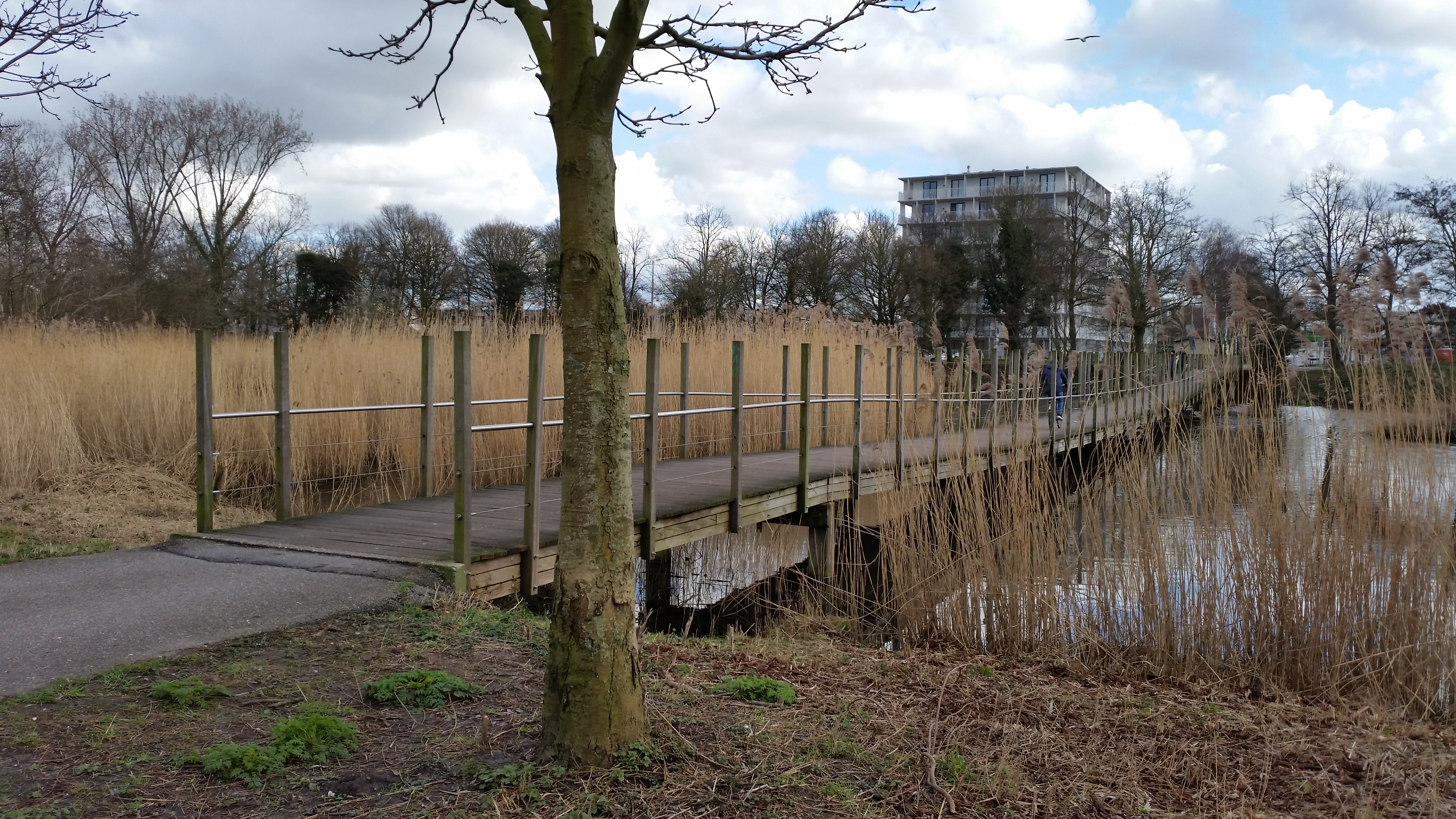
Mien Ruysbrug vanuit Park Frankendael (maart 2020)

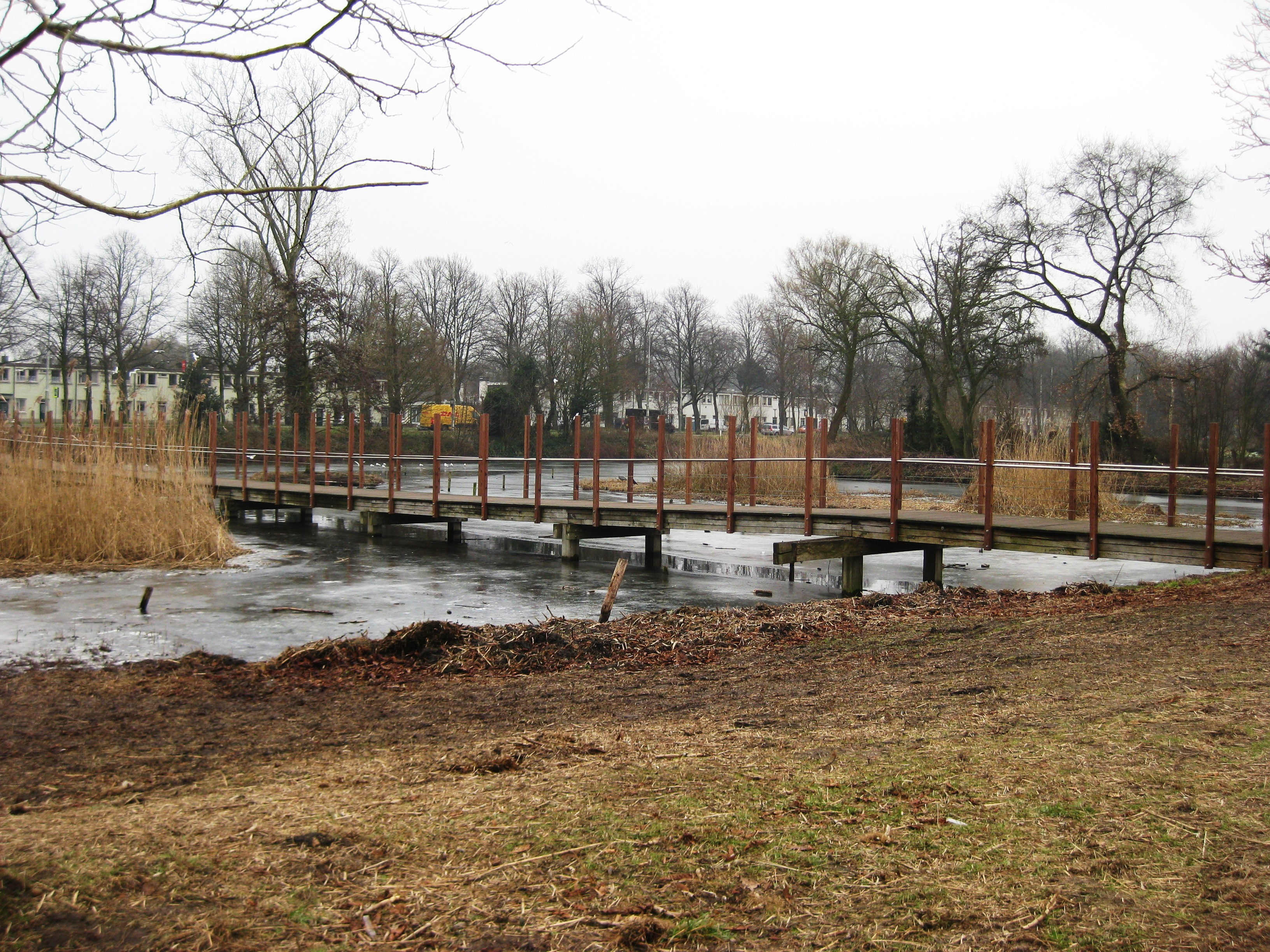
Mien Ruysbrug in de winter van 2017

<<< · 1900 · 1901 · 1902 · 1904 · 1906 · 1907 · 1908 · 1909 · 1910 · 1911 · 1913 · 1914 · 1915 · 1916 · 1917 · 1919 · 1920 · 1922 · 1923 · 1925 · 1927 · 1929 · 1930 · 1931 · 1932 · 1933 · 1935 · 1936 · 1937 · 1938 · 1939 · 1940 · 1941 · 1942 · 1944 · 1945 · 1946 · 1947 · 1948 · 1949 · 1950 · 1951 · 1952 · 1953 · 1954 · 1955 · 1956 · 1957 · 1958 · 1959 · 1960 · 1961 · 1962 · 1963 · 1964 · 1965 · 1966 · 1967 · 1968 · 1969 · 1970 · 1971 · 1972 · 1973 · 1974 · 1975 · 1976 · 1977 · 1978 · 1979 · 1980 · 1981 · 1982 · 1983 · 1984 · 1985 · 1986 · 1987 · 1988 · 1989 · 1990 · 1991 · 1992 · 1993 · 1994 · 1995 · 1996 · 1997 · 1998 · 1999 · >>>
Brugnummers 1903, 1905, 1912, 1918, 1921, 1924, 1926, 1928, 1934, 1943 zijn niet (meer) in gebruik (januari 2021)